# 근덕 나들목
근덕 나들목(Geunkdeok IC)은 강원특별자치도 삼척시 근덕면 상맹방리에 설치된 동해고속도로의 29번 교차로이자 동해고속도로 삼척 ~ 속초 구간의 기점이다. 개통 당시 명칭은 남삼척 나들목이었으나, 근덕면 주민들의 요구에 의해 2017년 12월 1일 현재의 근덕 나들목으로 명칭이 변경되었다. 국도 제7호선을 통해 근덕면, 원덕읍 등지로 진출할 수 있다.

## 연혁
- 2009년 3월 30일 : 나들목 신설을 위해 삼척시 도시계획시설 교통광장에 근덕면 상맹방리 일원을 남삼척 나들목으로 고시[1]
- 2016년 9월 9일 : 동해고속도로 삼척 ~ 동해 구간 개통과 함께 남삼척 나들목으로 영업 개시[2]
- 2017년 12월 1일 : 근덕 나들목으로 명칭 변경[3][4][5][6]

## 구조물 정보
- 위치 : 강원특별자치도 삼척시 근덕면 상맹방리
- 영업소 :강원특별자치도 삼척시 근덕면 심방금계길 179

## 접속하는 도로
- 국도 제7호선 (동해대로)
- 심방금계길

## 교통량 정보
| 요금소          | 통행량 (대/일) | 통행량 (대/일) | 통행량 (대/일) | 통행량 (대/일) | 각주  |
| 요금소          | 2016년         | 2017년         | 2018년         | 2019년         | 각주  |
| --------------- | -------------- | -------------- | -------------- | -------------- | ----- |
| 남삼척 (폐쇄식) | 3,090          | 근덕 요금소    | 근덕 요금소    | 근덕 요금소    | [ 7 ] |
| 근덕 (폐쇄식)   | 남삼척 요금소  | 3,700          | 3,697          | 3,754          | [ 7 ] |